# Neptunusgletsjer (Groenland)
De Neptunusgletsjer of Løberen is een gletsjer in Nationaal park Noordoost-Groenland in het oosten van Groenland. De gletsjer ligt aan de zuidkant van de Stauningalpen. Het is een van de gletsjers die uitkomen in het Nordvestfjord. Ruim acht kilometer westelijker ligt de Borgbjerggletsjer, op meer dan vijf kilometer naar het oosten de Jupitergletsjer en ongeveer 10 kilometer naar het zuidoosten ligt de Oxfordgletsjer. De Tritongletsjer stroomt vanuit het oosten bij de Neptunusgletsjer. De Neptunusgletsjer loopt noord-zuid en de gletsjertong bereikt het Nordvestfjord niet, maar watert er via een gletsjerrivier in uit.
De Neptunusgletsjer is in vergelijking met de andere gletsjers die uitkomen op het Nordvestfjord een relatief kleine gletsjer. Het heeft een breedte van ruim een kilometer.